# 11056 Volland
A 11056 Volland (ideiglenes jelöléssel 1991 LE2) a Naprendszer kisbolygóövében található aszteroida. Eric Walter Elst fedezte fel 1991. június 6-án.